# 1825 Klare
Az 1825 Klare (ideiglenes jelöléssel 1954 QH) a Naprendszer kisbolygóövében található aszteroida. Karl Wilhelm Reinmuth fedezte fel 1954. augusztus 31-én.